# YOSSY LITTLE NOISE WEAVER
YOSSY LITTLE NOISE WEAVER（ヨッシー・リトル・ノイズ・ウィーヴァー）はYOSSYとicchieによる日本の音楽ユニット。

## 来歴
2005年、DETERMINATIONSでともに活躍したYOSSYとicchieにより結成。
2006年に中納良恵（EGO-WRAPPIN'）をゲストに迎えた1st.アルバム『Precious Feel』を発表。
2007年に2nd.アルバム『Woven』、2010年に3rd.アルバム『Volcano』、2018年に4th.アルバム『Sun And Rain』をリリース。
YOSSYのドリーミーな歌声とカラフルなピアノ、 icchieのハスキーなトランペットからなるアコースティックなポップ・サウンドで、ハナレグミやCaravanら他アーティストのサポートでも活躍。

## メンバー
- YOSSY
- icchie

## ディスコグラフィ

### アルバム
1. Precious Feel (2005/01/19 release)
2. Woven (2007/10/19 release)
3. Volcano (2010/03/03 release)
4. Sun And Rain (2018/07/04 release)